# Voravongse II
Re Voravongse II, detto anche Thammikarat, il cui nome regale fu Samdach Brhat-Anya Chao Vara Varman Dharmika Raja Jaya Sri Sadhana Kanayudha (Vientiane, 1585 – Luang Prabang, 1622), è stato il ventitreesimo sovrano del Regno di Lan Xang, la cui capitale era Vientiane, nell'odierno Laos centrale.
Fu proclamato re di Lan Xang nel 1596 quando aveva solo 11 anni, dopo la morte del cugino e predecessore No Keo Kuman, ed ebbe come reggente il padre Vorapita fino al 1603. Proclamò l'indipendenza di Lan Xang quando divenne re effettivo nel 1603, dopo che per 28 anni il regno era stato vassallo del Regno birmano di Taungù, che aveva la sua capitale a Pegu.
Le cronache che lo menzionano  provengono dagli antichi annali di Lan Xang, di Lanna, di Ayutthaya e di Birmania, che differiscono tra loro. Gli annali di Lan Xang furono tradotti in altre lingue ed interpretati in diversi modi, dando luogo a controversie sull'attendibilità dei riferimenti storici. La principale tra le critiche che determinarono il cambiamento del testo originale, fu dettata dalla convinzione che molti degli avvenimenti storici fossero stati omessi o distorti nell'edizione originale a maggior gloria del regno. Gli avvenimenti e le date relative alla sua vita non sono quindi pienamente attendibili.

## Biografia
Voravongse II nacque nel 1585 ed era figlio di Vorapita e di Kham Khai, detta anche Dharmagayi, sorella minore dell'eroico re Setthathirat I. Dopo la morte di quest'ultimo, avvenuta nel 1571, il regno di Lan Xang era entrato in uno dei periodi più bui della sua storia e nel 1575 era stato conquistato dai birmani, che ne avevano fatto uno Stato vassallo.

### Re con la reggenza del padre
Nel 1596, alla morte del predecessore e cugino No Keo Kuman, i nobili di corte scelsero Voravongse come nuovo re quando aveva solo 11 anni. In quel periodo Lan Xang era ancora tributario dei birmani di Taungù, il cui re Nanda Bayin diede il benestare alla nomina ma, data la giovane età, impose che fosse affiancato in qualità di reggente dal padre Vorapita.
Anche il regno birmano stava attraversando un periodo di grave crisi dopo la morte nel 1581 del padre di Nanda Bayin, il re Bayinnaung, un grande  condottiero definito da alcuni storici il Napoleone della Birmania. Il suo erede Nanda non riuscì a controllare gli immensi territori conquistati dal padre e lentamente il grande impero si stava disgregando. Tra il 1583 ed il 1587, il condottiero siamese Naresuan liberò il Regno di Ayutthaya dal dominio dei birmani, che si ritrovarono così a soffrire la belligeranza del più agguerrito tra i paesi vicini. Naresuan attaccò Pegu mettendo in difficoltà i birmani, che seppero però respingere l'invasione.

### Guerra civile a Lan Xang e fine della reggenza
Fu in quel periodo che Nanda Bayin ordinò la liberazione degli ostaggi di Lan Xang detenuti da anni a Pegu a garanzia contro eventuali rivolte di Lan Xang. Nella loro marcia di ritorno in patria, la folta colonna dei laotiani rilasciati fu intercettata e messa agli arresti dalle milizie del Regno di Lanna, che era a sua volta tributario dei birmani. Quando Vorapita seppe dell'accaduto, inviò a liberarli un'armata contro Chiang Mai, la capitale Lanna. L'esercito di Vientiane conquistò diverse importanti città nemiche tra cui Chiang Saen e Chiang Rai, ma quando giunse alle porte di Chiang Mai si ritrovò a corto di viveri e dovette battere in ritirata.
Quando le truppe rientrarono, il reggente Vorapita era talmente infuriato per il negativo esito della campagna che vietò loro l'ingresso a Vientiane minacciando di far giustiziare i comandanti. L'armata si accampò nei pressi della capitale ed i generali chiesero ed ottennero l'appoggio del giovane sovrano Voravongse II, che si ritrovò a capo di un esercito rivolto contro la propria città e contro il proprio reggente e padre Vorapita.
L'assedio di Vientiane da parte dei ribelli durò quattro mesi, durante i quali molti furono i morti su entrambi i fronti e la popolazione soffrì per gli esiti delle ripetute battaglie. L'intermediazione del clero di Vientiane portò Voravongse II a chiedere la pace ed il perdono al padre. Il conflitto ebbe termine ed in quello stesso anno, il 1603, Vorapita rinunciò ai suoi poteri in favore del figlio e si ritirò a vivere a Nakhon Phanom, nell'odierno Isan, che a quel tempo era parte del Regno di Lan Xang. Voravongse II poté così essere incoronato re con il nome regale Voravongse Thammikarat Chao dopo 7 anni di reggenza del padre.

### Indipendenza dalla Birmania
Constatato il progressivo indebolimento della corte di Pegu, il primo atto di Voravongse dopo la conquista del potere fu la proclamazione dell'indipendenza di Lan Xang, dopo 28 anni di dominio birmano. Negli anni che seguirono, secondo quanto riportano le fonti laotiane, il regno visse un periodo di pace, stabilità e prosperità come non accadeva dai tempi di Setthathirat I, che era stato sovrano dal 1550 al 1571.
Secondo fonti siamesi, Voravongse tentò di approfittare della crisi in cui si trovava il Regno di Ayutthaya, dove alcuni giapponesi residenti nella capitale siamese si erano ribellati, avevano saccheggiato Ayutthaya e si erano asserragliati a Phetchaburi con il bottino. Fu a quel punto che Voravongse guidò le truppe di Lan Xang nel Siam spingendosi fino a Lopburi, ufficialmente per reprimere la ribellione giapponese. Re Songtham di Ayutthaya reagì disperdendo prima i giapponesi e poi sconfiggendo Voravongse nell'aprile del 1612. Il re di Lan Xang rischiò di essere catturato; disarcionato dal proprio elefante, dovette rinunciare al prezioso animale e darsi alla fuga a cavallo.

### Deposizione e successione
Il sovrano ebbe due figli, Upagnuvarat e Mom Keo. Nominò viceré ed erede al trono il primo, il cui vero nome è sconosciuto e che è passato alla storia come Phra Upagnuvarat, termine laotiano di viceré. Nel 1621, il sovrano si recò a Luang Prabang per rendere omaggio alla sacra statua del Phra Bang, il palladio della monarchia di Lan Xang, lasciando Vientiane in mano all'erede. Nella vecchia capitale gli giunse notizia dei preparativi del figlio per usurpare il trono ed inviò l'ordine di cattura ed esecuzione di Upagnuvarat, che venne informato e fuggì da Vientiane alla testa di un piccolo esercito.
L'esercito reale inseguì i ribelli e li raggiunse ma non riuscì a sconfiggerli. A sua volta Voravongse II raggruppò un'armata a Luang Prabang, alla testa della quale scese a sud per dar battaglia al figlio. Quando stava per raggiungere i ribelli, una parte dell'esercito di stanza a Vientiane e diversi aristocratici della corte si schierarono a fianco di Upagnuvarat. Resosi conto dell'inferiorità numerica, il sovrano si ritirò con le proprie truppe verso Vientiane, ed in seguito fece ritorno a Luang Prabang. Il controllo della capitale rimase a Upagnuvarat che fu incoronato re nel 1621 e l'anno seguente inviò degli emissari ad uccidere il padre a Luang Prabang. Il nuovo re sarebbe morto qualche mese dopo in circostanze imprecisate.
Secondo un'altra fonte, Voravongse raccolse un esercito a Luang Prabang e lo mandò contro quello del figlio, che marciava a nord dalla capitale. La battaglia si risolse in favore delle truppe di Vientiane ed in seguito il sovrano fu abbandonato dai suoi stessi ministri, che lo avevano accompagnato a nord. Fatto prigioniero, fu giustiziato su ordine del figlio tre mesi dopo insieme al resto della famiglia e alla parte della corte che gli era rimasta fedele.

## Genealogia
Voravongse II ebbe diverse mogli tra le quali la matrigna Nang Kèn. Ebbe almeno 5 figli, tra i quali Upagnuvarat, suo erede al trono e successore, e Mom Keo, che sarebbe salito al trono di Lan Xang nel 1627. Secondo alcune fonti, Mom Keo fu invece figlio del vecchio sovrano Sen Surintra.